# Penas lo Sec
Pennes-le-Sec és un municipi francès situat al departament de la Droma i a la regió d'Alvèrnia-Roine-Alps. L'any 2007 tenia 18 habitants.

## Demografia

### Població
El 2007 la població de fet de Pennes-le-Sec era de 18 persones. Totes les 4 famílies que hi havia eren unipersonals (4 homes vivint sols).
La població ha evolucionat segons el següent gràfic:
Habitants censats

### Habitatges
El 2007 hi havia 19 habitatges, 8 eren l'habitatge principal de la família, 10 eren segones residències i 1 estava desocupat. 9 eren cases i 10 eren apartaments. Tots els 8 habitatges principals que hi havia estaven llogats i ocupats pels llogaters; 2 tenien dues cambres, 3 en tenien tres i 3 en tenien quatre. 6 habitatges disposaven pel capbaix d'una plaça de pàrquing. A 5 habitatges hi havia un automòbil i a 3 n'hi havia dos o més.

### Piràmide de població
La piràmide de població per edats i sexe el 2009 era:
| Homes | Edats   | Dones |
| ----- | ------- | ----- |
| 0     | 95 o +  | 0     |
| 0     | 90 a 94 | 0     |
| 0     | 85 a 89 | 0     |
| 0     | 80 a 84 | 0     |
| 0     | 75 a 79 | 0     |
| 0     | 70 a 74 | 0     |
| 0     | 65 a 69 | 0     |
| 0     | 60 a 64 | 0     |
| 0     | 55 a 59 | 0     |
| 0     | 50 a 54 | 0     |
| 0     | 45 a 49 | 0     |
| 4     | 40 a 44 | 0     |
| 4     | 35 a 39 | 4     |
| 0     | 30 a 34 | 0     |
| 0     | 25 a 29 | 0     |
| 0     | 20 a 24 | 0     |
| 4     | 15 a 19 | 0     |
| 4     | 10 a 14 | 4     |
| 0     | 5 a 9   | 0     |
| 0     | 0 a 4   | 0     |

## Economia
El 2007 la població en edat de treballar era de 15 persones, 10 eren actives i 5 eren inactives. De les 10 persones actives 5 estaven ocupades (4 homes i 1 dona) i 5 estaven aturades (4 homes i 1 dona). De les 5 persones inactives 2 estaven estudiant i 3 estaven classificades com a «altres inactius».
Activitats econòmiques
Dels 6 establiments que hi havia el 2007, 1 era d'una empresa de fabricació d'altres productes industrials, 1 d'una empresa de comerç i reparació d'automòbils, 1 d'una empresa d'hostatgeria i restauració, 2 d'empreses immobiliàries i 1 d'una entitat de l'administració pública.

## Poblacions més properes
El següent diagrama mostra les poblacions més properes.